# Après l'homme, les animaux du futur
Après l'homme, les animaux du futur (titre original : After Man: A Zoology of the Future) est un livre de 1981 sur l'évolution spéculative écrit par le géologue et paléontologue écossais Dougal Dixon (en) et illustré par plusieurs illustrateurs dont Diz Wallis, John Butler, Brian McIntyre, Philip Hood, Roy Woodard et Gary Marsh. Le livre comporte également une préface de Desmond Morris. Après l'homme explore un futur hypothétique situé 50 millions d'années après l'extinction de l'humanité, une période qui est habitée par des animaux qui ont évolué à partir des survivants d'une extinction massive succédant à notre époque.

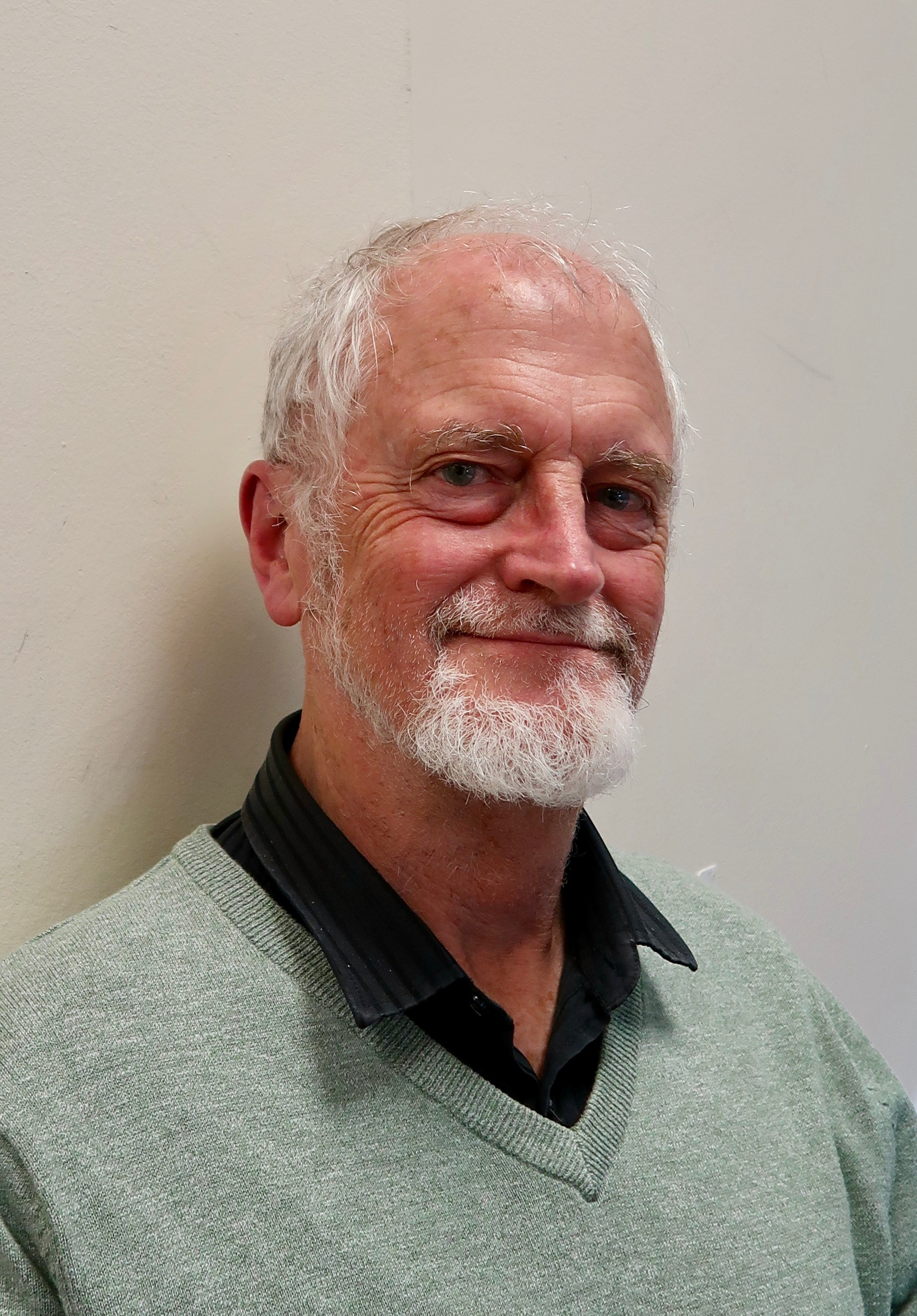
Dougal Dixon en 2019

Après l'homme utilisait un cadre fictif et des animaux hypothétiques pour expliquer les processus naturels à l'origine de l'évolution. Le succès du livre a donné naissance à deux autres livres de spéculation sur l'évolution (formant une trilogie) qui utilisent de nouveaux cadres et créatures fictifs pour expliquer d'autres processus naturels. The New Dinosaurs, publié en 1988, explique le concept de zoogéographie et d'écozone dans un monde où l'extinction Crétacé-Paléogène n'a jamais eu lieu et où les dinosaures non aviaires sont toujours vivants. Man After Man, publié en 1990, se concentre sur le changement climatique au cours des quelques millions d'années à venir, à travers les yeux de futures espèces humaines génétiquement modifiées pour s'y adapter.
Après l'homme et les livres suivants de Dixon ont inspiré le mouvement artistique de l'évolution spéculative qui se concentre sur des scénarios spéculatifs dans l'évolution de la vie, souvent des scénarios futurs possibles (comme Après l'homme) ou des chemins alternatifs dans le passé (comme The New Dinosaurs). Dixon est souvent considéré comme le fondateur du mouvement moderne de l'évolution spéculative.

## Résumé
Après l'homme explore une Terre future imaginée, située à 50 millions d'années du présent, en formulant des hypothèses sur les nouveaux animaux qui pourraient évoluer entre le moment où il se déroule et aujourd'hui. L'écologie et la théorie de l'évolution sont appliquées pour créer des créatures crédibles, qui ont toutes leur propre nom binomial et un texte décrivant leur comportement et leurs interactions avec d'autres animaux contemporains.
Dans cette nouvelle période du Cénozoïque, que Dixon appelle le "Posthomique", l'Europe et l'Afrique ont fusionné, fermant la mer Méditerranée ; tandis que l'Asie et l'Amérique du Nord sont entrées en collision et ont fermé le détroit de Béring ; l'Amérique du Sud s'est séparée de l'Amérique centrale ; l'Australie est entrée en collision avec l'Asie du Sud (en entrant en collision avec le continent au cours des 10 derniers millions d'années), soulevant une chaîne de montagnes qui est devenue la chaîne la plus étendue et la plus haute du monde, plus grande même que l'Himalaya à son zénith il y a 50 millions d'années. D'autres îles volcaniques ont été ajoutées, comme l'archipel des Pacaus et Batavia.
Plus d'une centaine de futures espèces animales sont décrites et illustrées dans le livre. Les principaux groupes comprennent les "rabbucks", descendants polyvalents des lapins occupant les niches écologiques des cerfs, des zèbres, des girafes et des antilopes ; les "gigantelopes", descendants des antilopes occupant les niches des éléphants, des girafes, des élans, des bœufs musqués, des rhinocéros et d'autres grands herbivores ; les "vortex" et les "porpins", descendants des pingouins qui ont évolué pour occuper la niche aquatique des cétacés ; et les rats prédateurs, le principal groupe de prédateurs terrestres et descendants des rats.
Il existe également des créatures plus étranges, comme les « raboons », descendants gigantesques des babouins ressemblant à des théropodes, le « night stalker », une gigantesque chauve-souris prédatrice, le « desert leaper », une Gerboise géante ressemblant à un kangourou, et le « chiselhead », un descendant de l'écureuil gris qui a développé une forme de ver et de grandes incisives pour ciseler dans les conifères (d'où son nom).

## Développement
Enfant, Dixon s'est inspiré de La Machine à explorer le temps de H. G. Wells, en particulier des créatures du futur lointain présentées dans le livre, pour créer ses propres animaux imaginaires descendants de créatures de notre époque. Ces animaux ont souvent servi de personnages de fond dans les récits de Dixon sur l'œuvre de Wells. Dans les années 1960, Dixon a été influencé par les mouvements conservationnistes contemporains, notamment par une campagne visant à sauver les tigres. Dixon s'est mis à penser que si le tigre et d'autres animaux en voie de disparition venaient à disparaître, quelque chose prendrait inévitablement leur place. Après avoir vu un badge "Save the Whale" (sauver la baleine) sur un ami à la fin des années 1970, l'idée s'est à nouveau matérialisée. C'est en pensant à ce qui pourrait évoluer pour prendre leur place si les baleines venaient à disparaître que l'idée des pingouins aquatiques géants du dernier livre est née.
Dixon a conçu Après l'homme comme un livre de vulgarisation sur les processus d'évolution qui, au lieu d'utiliser le passé pour raconter l'histoire, projette les processus dans le futur. Après avoir terminé une version factice du livre, avec du texte et ses propres illustrations, Dixon a présenté le livre à deux éditeurs différents à Londres, qui ont tous deux immédiatement donné le feu vert au projet.
Lors de la conception des différents animaux du livre, Dixon a étudié les différents types de biomes de la planète et les adaptations des animaux qui y vivent, concevant de nouveaux animaux descendants de ceux d'aujourd'hui avec le même ensemble d'adaptations. Bien que Dixon ait fait des illustrations de ses futurs animaux pour présenter le projet, le livre final a utilisé des illustrations d'autres artistes en raison d'une décision de l'éditeur. Dixon a créé des illustrations détaillées que les artistes ont suivies dans la création de l'œuvre finale présentée dans le livre.
L'un des rares ouvrages spéculatifs majeurs sur l'évolution qui a précédé Après l'homme, Bau und Leben der Rhinogradentia, publié en 1957 par le zoologiste allemand Gerolf Steiner, qui comprenait un ordre fictif complet de mammifères (les " Rhinogradentia ", ou " museaux "), comportait des idées similaires à celles qui ont été présentées plus tard dans l'œuvre de Dixon, comme un animal dont le visage imite une fleur (également présent sur une future chauve-souris dans Après l'homme). Dixon ne connaissait cependant pas du tout l'œuvre de Steiner et ne s'en était pas inspiré.

## Réception
La première critique d'Après l'homme a été faite par le professeur Barry Cox du King's College de Londres dans une émission de radio à caractère scientifique. La critique de Cox était extrêmement négative, mais les critiques ultérieures ont été très positives. La critique de Peter Stoler dans Time a qualifié les animaux du livre de "diversement amusants ou épouvantables" mais "parfaitement logiques". Dan Brothwell, écrivant pour le British Book News, a déclaré que le monde dépeint dans Après l'homme n'est pas un monde « de monstres absurdes », puisque Dixon avait soigneusement dérivé ses animaux de "la réalité biologique du passé et du présent" et avait "pris note avec soin des facteurs biologiques qui expliquent l'évolution des formes de vie". La critique de Redmond O'Hanlon dans The Times Literary Supplement fait particulièrement l'éloge des essais d'introduction sur la sélection naturelle, la génétique et divers autres processus naturels. Des critiques dans New Scientist et BBC Wildlife font également l'éloge du livre et Dixon entreprend des campagnes publicitaires aux États-Unis et au Royaume-Uni.
Au moment de sa sortie, le livre a été dépeint dans les critiques comme un livre sur l'extinction de l'humanité, bien que Dixon ait déclaré que la fin de l'humanité était simplement une excuse pour discuter de l'évolution, l'humanité ayant très peu à voir avec l'"intrigue" du livre. À la suite de son succès, le livre a été traduit dans un certain nombre de langues.
En 1982, le livre a été finaliste pour le Prix Hugo de la meilleure œuvre connexe.

## Héritage
Après le succès d'Après l'homme, Dixon s'est rendu compte qu'il existait un marché pour les livres de vulgarisation qui utilisent des exemples et des cadres fictifs pour expliquer des processus scientifiques concrets. Après l'homme a expliqué le processus d'évolution en créant un écosystème futur hypothétique complexe, la suite The New Dinosaurs (1988) visait plutôt à créer un livre sur la zoogéographie, un sujet avec lequel le grand public était assez peu familier, en utilisant un monde fictif dans lequel les dinosaures non aviaires n'avaient pas disparu pour expliquer le processus. The New Dinosaurs a été suivi d'un autre projet en 1990, Man After Man, qui portait sur le changement climatique au cours des prochains millions d'années, à travers les yeux de futures espèces humaines génétiquement modifiées pour s'y adapter.
Bien que les idées sur les créatures du futur aient été explorées depuis La machine à explorer le temps de H. G. Wells en 1895, Après l'homme a été le premier projet à grande échelle à entrer dans le détail de plusieurs espèces. Le fait que Dixon ait créé un monde fictif entier, qui a ensuite été rendu facilement accessible par le biais d'un livre avec des illustrations en couleur imprimé par des maisons d'édition grand public, a eu un grand impact et a effectivement posé les bases de l'évolution spéculative, qui, ces dernières années, a été de plus en plus populaire sur Internet à travers divers projets personnels.
De nombreux animaux présentés dans le livre restent plausibles même à la lumière de découvertes plus modernes, avec des exemples particuliers comme l'ascension d'animaux qui ont été transportés dans le monde entier par les humains (par exemple les rats) à des positions proéminentes dans l'écologie mondiale et que les corvidés et les rongeurs pourraient évoluer vers divers rôles de prédateurs. D'autres idées sont considérées comme un peu moins probables, comme la démarche de type théropode utilisée par les descendants prédateurs des babouins (bien que l'idée de babouins prédateurs ne soit pas considérée comme improbable) et l'évolution des pingouins en énormes filtreurs ressemblant à des baleines. Certains des animaux présentés dans le livre, en particulier le populaire "night stalker" (un descendant prédateur géant et incapable de voler des chauves-souris), ont depuis inspiré de nombreux modèles similaires dans le cadre de projets d'évolution spéculative. Les futures chauves-souris prédatrices et incapables de voler sont peut-être les plus célèbres pour leur inclusion dans la série Les Portes du temps (2007-2011) sous la forme des "prédateurs du futur".
Le futur sera sauvage, une mini-série de 2002, présente des animaux du futur évoluant sur plusieurs millions d'années. Au début de son développement, Dixon a été engagé en tant que consultant. Dixon a conçu de nombreuses créatures présentées dans le programme, dont certaines sont similaires aux créatures d'Après l'homme (comme le "gannetwhale", un oiseau semblable aux pingouins baleiniers d'Après l'homme), et a co-écrit le livre d'accompagnement avec le producteur de la série, John Adams. Le futur sera sauvage s'est aussi considérablement concentré sur les changements environnementaux à venir, ce que Dixon évitait dans Après l'homme afin que les lecteurs puissent au moins reconnaître le milieu habité par les différents animaux du futur.

## Adaptations
Les marchés japonais se sont montrés très intéressés par Après l'homme et des adaptations japonaises ont été réalisées à partir du livre, notamment un documentaire en stop-motion de 1990 et un film d'animation.
Le futur sera sauvage n'a pas pu utiliser les créatures originales de Dixon car DreamWorks SKG avait acheté et détenait les droits d'Après l'homme. DreamWorks a finalement abandonné le projet, et les droits ont ensuite été rachetés par Paramount, bien qu'aucune adaptation cinématographique potentielle ne se soit encore concrétisée.

### Expositions
En 1987, une exposition basée sur le livre et organisée par une société d'exposition japonaise, comprenant un certain nombre de modèles "grandeur nature" des animaux qui y sont présentés, a été présentée au Musée de la nature et des sciences de Denver, du 6 février au 3 mai, puis à l'Académie des sciences de Chicago, du 5 juin au 7 septembre. L'exposition commençait par un "tunnel temporel", que les visiteurs traversaient avant d'être accueillis par plusieurs dioramas présentant les animaux du futur spéculatif. D'après les porte-parole des deux musées, l'exposition a suscité des réactions positives de la part des visiteurs. L'exposition comprenait également des illustrations que Dixon avait précédemment réalisées sur une possible évolution future de l'humanité, publiées sous le titre Visions of Man Evolved dans Omni en 1982. Auparavant, une version limitée de l'exposition (comprenant 8 modèles au lieu des 19 dioramas de la version de 1987) avait été présentée au zoo de Newquay en Cornouailles en 1983, au Japon en 1984 et dans divers endroits aux États-Unis de 1985 à 1986.
Une nouvelle exposition a été organisée au Fukuoka City Science Museum de Fukuoka, au Japon, en 2021. L'exposition, qui s'est tenue du 20 novembre 2021 au 23 janvier 2022, présentait de nouveaux modèles d'animaux du livre ainsi que des animations de ces animaux dans des environnements naturels. L'exposition présentait également de nouveaux animaux conçus par Dixon pour le monde d'Après l'homme. L'exposition a ensuite été installée au Nagasaki City Dinosaur Museum de Nagasaki le 26 mars 2022, où elle sera présentée jusqu'au 7 octobre.